# Soejima Taneomi
En aquest nom japonès, el cognom és Soejima.
Soejima Taneomi (副岛 种臣, 17 d'octubre de 1828 - 31 de gener de 1905) fou un diplomàtic i polític japonès a principis del període Meiji.

## Vida i carrera
Soejima va néixer en una família samurai a la Província de Hizen (actualment Saga, Prefectura de Saga). El seu pare era un professor a l'escola del seu domini i un erudit dels estudis nacionals (kokugaku). En 1866, Soejima va ser enviat a Nagasaki pels caps del domini per tal d'estudiar anglès. Allí va estudiar amb Guido Verbeck, un missioner holandès, i prestà especial atenció a la Constitució dels Estats Units i al Nou Testament. Durant la Guerra Boshin va ser un cap militar de les forces de Saga compromeses amb l'enderrocament del shogunat Tokugawa.
Després de la Restauració Meiji, Soejima es va convertir en un conseller juvenil (San'yo) i assistí Fukuoka Takachika en l'elaboració de l'estructura del provisional govern Meiji en 1868. Mentre la major del govern del Japó es trobava de gira al voltant del món, als Estats Units i a Europa amb la Missió Iwakura, Soejima va exercir com a ministre de Relacions Exteriors interí. Durant el seu mandat va haver d'enfrontar-se a la difícil qüestió de l'Incident del María Luz, que implicava les qüestions de l'extraterritorialitat i els tractats desiguals en un cas relacionat amb el maltractament dels treballadors xinesos en un vaixell peruà. Soejima va ser elogiat pel Govern xinès pel seu maneig de l'assumpte.
En 1871, va ser enviat a Sibèria per ajustar qüestions de límits en relació amb l'illa de Sakhalín.En 1873, Soejima va encapçalar una missió a Pequín per protestar per l'assassinat de 54 membres de la tripulació d'un vaixell mercant de Ryukyu, que havia naufragat, a mans d'aborígens Paiwan, en l'extrem sud-oest de Taiwan al desembre de 1871. (L'antic Regne de Ryukyu només havia estat reclamat formalment per l'Imperi del Japó, com a territori sobirà japonès a partir de setembre de 1872.) Soejima va aconseguir reunir-se amb l'emperador Tongzhi en part sobre la base de l'estesa bona voluntat per l'incident del Maria Luz, però la demanda d'indemnització per part del Japó no va ser acceptada, fet que portà a l'Expedició japonesa a Taiwan de 1874. No obstant això, la missió a la Xina va tenir èxit en l'establiment formal de relacions diplomàtiques entre el Japó i la Xina.
Després del retorn de la Missió Iwakura i el rebuig de les propostes Seikanron per envair Corea a l'octubre de 1873, Soejima va renunciar al govern. Més tard es va unir a Itagaki Taisuke i Eto Shimpei en la formació del partit Aikoku Koto. En una visita a la Xina en 1876, va ser rebut amb honors pels mandarins per raó de la seva reputació, i es va convertir en conseller privat de l'emperador
Soejima va tornar al servei del govern en 1878, i serví a l'Agència de la Casa Imperial. En 1888 va ser nomenat membre del Consell Privat, i es va convertir en el seu vicepresident en 1891. En 1892, va ser cridat a convertir-se en Ministre de l'Interior a la primera administració Matsukata.